# Perro camtschadalica
Perro camtschadalica är en spindelart som först beskrevs av Kulczynski 1885.  Perro camtschadalica ingår i släktet Perro och familjen täckvävarspindlar. Inga underarter finns listade i Catalogue of Life.